# Peter Schmid

Peter Schmid

Peter Schmid (Rüti bei Büren,  28 september 1941), is een Zwitsers politicus.
Peter Schmid is lid van de Zwitserse Volkspartij. Hij was lid van de Regeringsraad van het kanton Bern.
Peter Schmid was van 1 juni 1983 tot 31 mei 1984 en van 1 juni 1990 tot 31 mei 1991 voorzitter van de Regeringsraad (dat wil zeggen regeringsleider) van het kanton Bern.